# Heinrich Eduard Bonnell
Heinrich Eduard Bonnell (* 31. Juli 1829 in Berlin; † 12. Juli 1870) war ein deutscher Historiker und Bibliothekar.
Bonnell war der Sohn des Direktors des Friedrichwerderschen Gymnasiums in Berlin Eduard Bonnell, wo auch er zur Schule ging und schon die Grundlage für seine altphilologischen Kenntnisse erhielt. Nach dem Abitur 1847 studierte er Philologie in Berlin und Bonn und anschließend Jura. Danach war er anderthalb Jahre am Königlichen Stadtgericht in Berlin, gab das aber zugunsten historischer Studien auf. Er stand in persönlichem Kontakt mit Leopold von Ranke. Er war an der Königlichen Bibliothek und wurde 1861 Kustos an der Universitätsbibliothek und am Kupferstichkabinett. 1867 wurde er Bibliothekar der Königlichen Museen. 1858 wurde er in Berlin zum Dr. phil. promoviert (De dignitate majorisdomus regum Francorum a Romano sacri cubiculi praeposito ducenda). 1868 musste er seine Ämter aufgeben aufgrund eines Lungenleidens.
In seiner ersten wissenschaftlichen Veröffentlichung (Philologus 1854) wies er nach, dass die Vita von Gallus Übernahmen aus Ausonius und Priscian hatte. 1856 übersetzte er die Vita des Bonifatius von Willibald und trat der Ansicht entgegen, dass sie von Willibald von Eichstätt stammte. Wegen seiner dabei gezeigten Kenntnisse der Karolingerzeit wurde er Herausgeber des ersten Bandes der Jahrbücher der Deutschen Geschichte (Die Anfänge des karolingischen Hauses, Berlin 1866). 1870 gab er eine Gedichtsammlung heraus. 
Er hatte eine wertvolle eigene Bibliothek, die später an die Universität Straßburg kam.
1859 heiratete er Laura Amalia (1833–1905), eine Tochter des Präsidenten des Oberappellationsgerichts in Jena Friedrich Ortloff.

## Schriften
- Herausgeber: Willibald, Das Leben des heiligen Bonifatius, Berlin, Wiegandt & Grieben 1856
- Die Anfänge des karolingischen Hauses, Berlin 1866 (Neudruck: Duncker & Humblot, Berlin 1975, ISBN 3-428-03383-3).
- Auswahl deutscher Gedichte systematisch geordnet im Anschluß an ein Lehrbuch der Poetik, Berlin 1870